# Кіпсала
Кі́псала (латис. Ķīpsala, до 1919 Кіпенгольм (рос. Кипенгольм), нім. Kiepenholm (або Schaggersall)), раніше також острів Жагару (латис. Žagaru sala) — мікрорайон у складі Курземського району Риги, розташований на однойменному острові на лівому березі Даугави. Від нього острів відділений із північного боку ставком Роню, із західного боку — протокою Зундс (Зундський канал, також Азене), а з південного боку — Агенскалнською затокою. Із обома берегами Даугави острів Кіпсалу сполучає Вантовий міст. Площа острова складає 1,975 км², довжина — до 2,7 км, ширина — до 0,5 км, висота — 3-5 м над рівнем річки.
Острів Кіпсала здебільшого утворений шаром алювіальних відкладень із прошарками мулистих пісків. У нижній частині — гравій, уздовж Зундса тягнуться мулисті піски, проте основу складає девонський доломіт.
Головними вулицями Кіпсали є вулиці Кріш'яна Валдемара, Азенес, Кіпсалас, Звейнієку, Матрожу та Оглю, а також Баласта-дамбіс.

## Історія

### Утворення та забудова острова
Перша згадка про острів в історичних джерелах припадає на початок XVII століття; збереглися документи про поселення рибалок на островах, що лежали навпроти Ризького замку: Жагарсалу (Кіпсалу), Дарвас-салу (Малу Кіпсалу) та острів Ебес (Буркансалу).
До XVII століття друга частина Кіпсали мала назва Жагарсала (латис. Žagarsala) — за прізвищем старшини риболовецької гільдії Жагарса, який проживав на острові і який мав місце для риболовлі біля Даугави. Хоча згодом його ім'я вийшло із вживання і острів почали називати Кіпсалою. Наприкінці XVII століття на острові було дещо більше десяти риболовецьких дворів, серед яких був і двір Петеріса Кіпіса, від прізвища якого і походить сучасна назва острова. її походження пов'язують і з старонижньонімецьким словом «kip» — «купа», «мішок зі шкіри», яке у свою чергу нагадує про колишнє ремесло на острові. До кінця XVII століття вживалися обидві назви острова, допоки в офіційних документах не закріпилася назва «Кіпенгольм» (нім. Kiepenholm).
Свій сучасний вигляд Кіпсала отримала шляхом злиття кількох менших островів. 
Після закінчення Великої Північної війни почала відновлюватися перервана торгівля. У XVII столітті територія Кіпсала була набагато меншою, ніж зараз, але у XVIII столітті спільно з інженером Г.Е. фон Вейсманом для потреб містян було спроектовано дамбу уздовж лівого берега Даугави до каналу Хапакагравіс, яка сполучала Кіпсалу з островами Мала Кліверсала та Буркансала, що розташовувався навпроти Агенскалнської затоки. Попри свою непрактичність, вона дозволила збільшити територію острова: течія Даугави змінилася і навколо Кіпсали з'явилися піщані мілини, у результаті чого вона злилася з Малою Кліверсалою та Буркансалою. У XVIII столітті вигляд Кіпсали змінив також острів Дарвас-сала, що знаходився поруч та був утворений із наносів із Даугави, на якому знаходилися міські смоляні склади, і який також був об'єднаний із групою островів. Повністю територія Кіпсали сформувалася у XX столітті, коли було засипано залишки попередньої протоки між Буркансалою та Малою Кліверсалою, хоча і «до самої Другої світової війни Кіпсалою називали лише західну частину острова, а інші — за їх історичними назвами».
Діяльність мешканців острова була здебільшого пов'язана з морем та водами Даугави — тут проживали рибалки, моряки, лоцмани тощо, тому більша частина вулиць острова має відповідні назви — вулиця Матрожу (латис. Matrožu; Матроська), Тіклу (латис. Tīklu; Сіткова), Енкуру (латис. Enkuru; Якірна), Кайю (латис. Kaiju; вулиця Чайок), Звейнієку (латис. Zvejnieku; вулиця Рибалок), Лочу (латис. Loču; вулиця Лоцманів), Оглю (латис. Ogļu; Вугільна). На початку XVIII століття на острові почали оселятися плітники та лісоторговці, а вільні земельні ділянки все частіше використовувалися для зберігання деревини. Наприкінці століття Кіпсала була офіційно включена до складу Єлгавського передмістя Риги, яке на той час стрімко росло.
Мережа вулиць острова стабілізувалася на межі XIX—XX століть, і дані у той час назви вулиць лишались незмінними до самого початку XX століття, коли їх на острові було 13. Сполучення із лівим берегом Даугави здійснював пором для пасажирів та підвод, який сполучав середню частину Кіпсали з Ільгюціємсом. За допомогою цього порому містяни могли дістатися Слокського, Булльського та Даугавгрівського шляхів (нині вулиці Слокас, Буллю і Даугавгрівас відповідно). Також було розвинуте водне сполучення і з іншими частинами Риги: до початку Другої світової війни з Кіпсали до інших районів міста регулярно курсував невеликий пароплав, для якого на набережній Даугавмала, в кінці вулиці Енкура, знаходилася спеціальна пристань — збудована у 1891 році дамба, що являла собою ряд дерев'яних свай, заповнений валунами, — яка є важливим зразком гідротехнічного будування XIX століття.

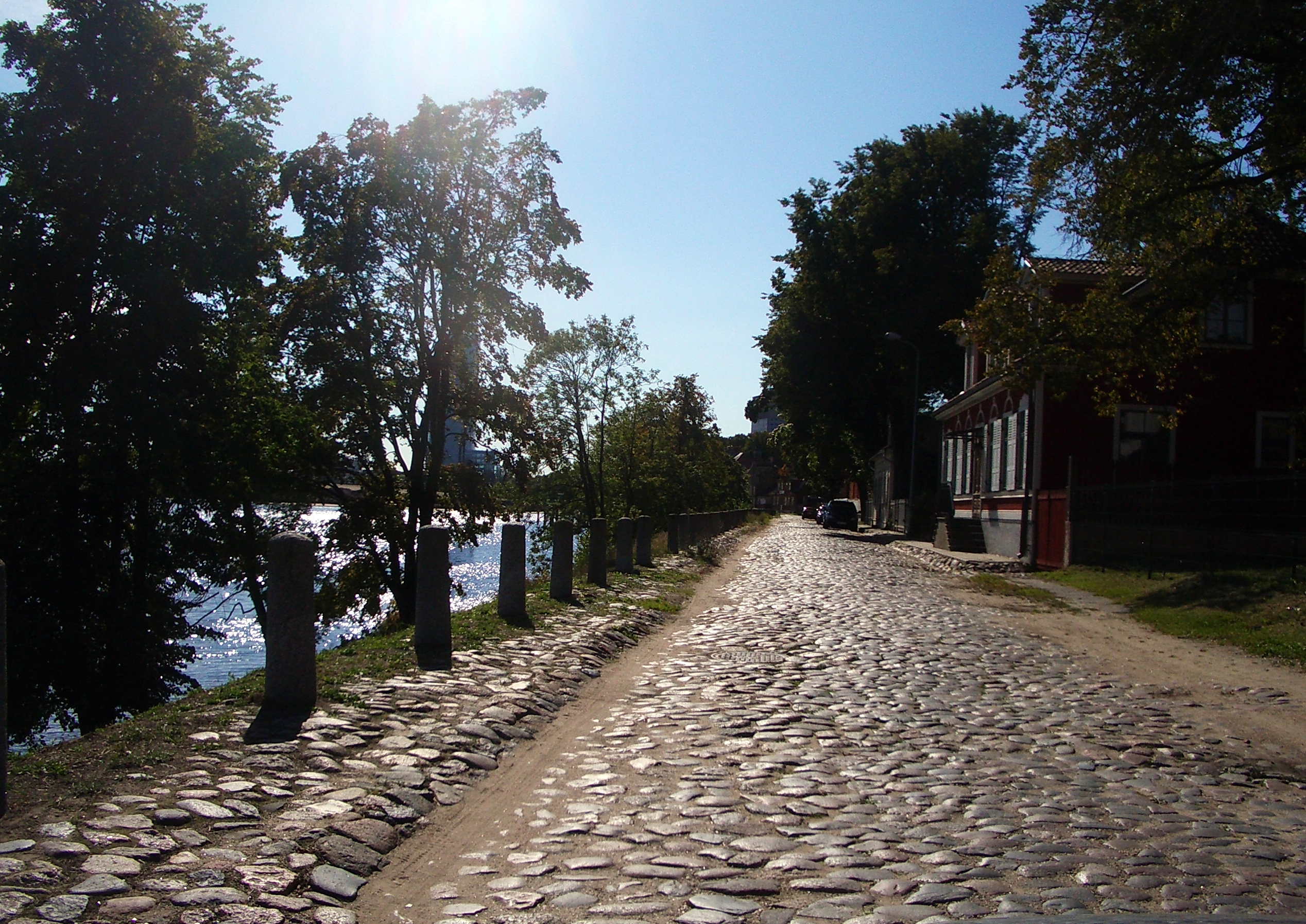
Вулиця Баласта-дамбіс на Кіпсалі

У XVIII столітті у Ризі для кораблів, що прибували до міста, було необхідне місце для розвантаження великого баласту, і з для цього Ризький рат виділив територію на острові Кіпсала, де із вивантаженого баластного матеріалу було утворено дамбу Баласта-дамбіс («Баластна дамба») — найбільша і найбагатша в архітектонічному сенсі вулиця Кіпсали. У цьому ж столітті були проведені роботи з побудови дамби за проектом Г.Е. Вейсмана, а ще століття потому пройшли реставраційні роботи. Довгий час Баласта-дамбіс була єдиною брукованою вулицею Риги. Житлова забудова почала з'являтися на одній стороні вулиці, інша сторона — набережна річки Даугави. Щоб укріпити берег вздовж вулиці, у 1885 році було споруджено укріплювальну конструкцію з валунів. На березі Даугави біля вулиці Баласта-дамбіс у 1930-х рр. було облаштовано міський басейн.
Також у XIX столітті мешканці острова постійно потерпали від повеней. Пояс дамб поступово з'єднав Малу та Велику Кіпсалу, а на укріплених берегах з'явилася набережна. У 1840 році за рішенням Біржового комітету на Кіпсалу мали бути перенесені складські амбари із Московського форштадту, проте після бюрократичних затримок через початок Кримської війни цей план так і не здійснився.

### XX століття
На початку XX століття Ризька міська управа здала Біржовому комітету земельні ділянки на північній частині острова для спорудження зимового порту. Було проведено роботи із поглиблення русла Малої Даугави (Зундська протока) та укріплення берега. Площі, що звільнилися, використовувалися під вугільний склад та для штабелювання пиломатеріалів. До планів спорудження доку та судоремонтних майстерень більше не поверталися.
Станом на 1913 рік на острові діяли наступні відділення Ризького порту: Баластний порт, що займав перевантаженням лісоматеріалів, порт острова Пелдусала, що спеціалізувався на завантаженні вугілля та коксу, та невеликі порти у Зундській протоці та біла Подрагса.
Нові дерев'яні та кам'яні будівлі з'являлися після узгодження із Будівельни управлінням Риги. Забудова була доволі звичайною, проте виконувалася кращими професіоналами: архітекторами Альфредсом Пілеманісом, Константинсом Пекшенсом, Ейженсом Лаубе, Рейнгольдом Шмелінгом та Мартиньшем Нукшею. Один із найвідоміших рибалок Кіпсали, Мартиньш Людвіг Селіс, мав змогу замовити проект свого нового будинку відомому архітекторові Янісу Алкснісу. Разом із цим до самих 1930-х років земельні ділянки на острові здавалися для сільськогосподарських потреб та використовувалися орендаторами для випасання худоби.
Загалом у 1920-х та 1930-х рр. Кіпсала була покинутим та недоглянутим місцем на самих окраїнах центру Риги, частково забудованою приватними будинками та складами; проте велику її частину складали відкриті піски. У 1925 році архітектор А. Ламзе розробив генеральний план Риги, що передбачав спорудження на Кіпсалі урядового центру і громадських будівель, а також спорудження мосту для налагодження сполучення острова із центром Риги. Оскільки цей план не був реалізований, розвиток Кіпсали було законсервовано до 1960-х рр., — поки у радянський період не було розроблено детальне планування Кіпсали, яке на цей раз передбачало житлову забудову острова п'ятиповерховими будівлями у типовому соціалістичному стилі. Хоча цей план було відхилено, до 1970-х рр. було вирішено спорудити на Кіпсалі студентське містечко Ризького технічного університету (тодішнього Ризького політехнічного інституту) (арх. Д. Даннеберга, К. Алксніс, З. Лаздиньш та інші). Незважаючи на задум перетворити весь острів на студентське містечко, через обмежені матеріальні можливості навчальні корпуси та службові готелі зайняли лише ту частину острова, яка до того була незаселеною. До спорудження Будинку преси (арх. Й. Вілциньш) у 1978 році Кіпсала все стрімкіше розвивалася як громадський центр, тому логічною була і побудова мосту, який би з'єднав острів із центром міста. Територіальна єдність Кіпсали та просторова візуальна структура була змінена відкритим у 1981 році Вантовим мостом через Даугаву, який візуально та функціонально відмежовує південну частину острова від решти його території.

### XXI століття

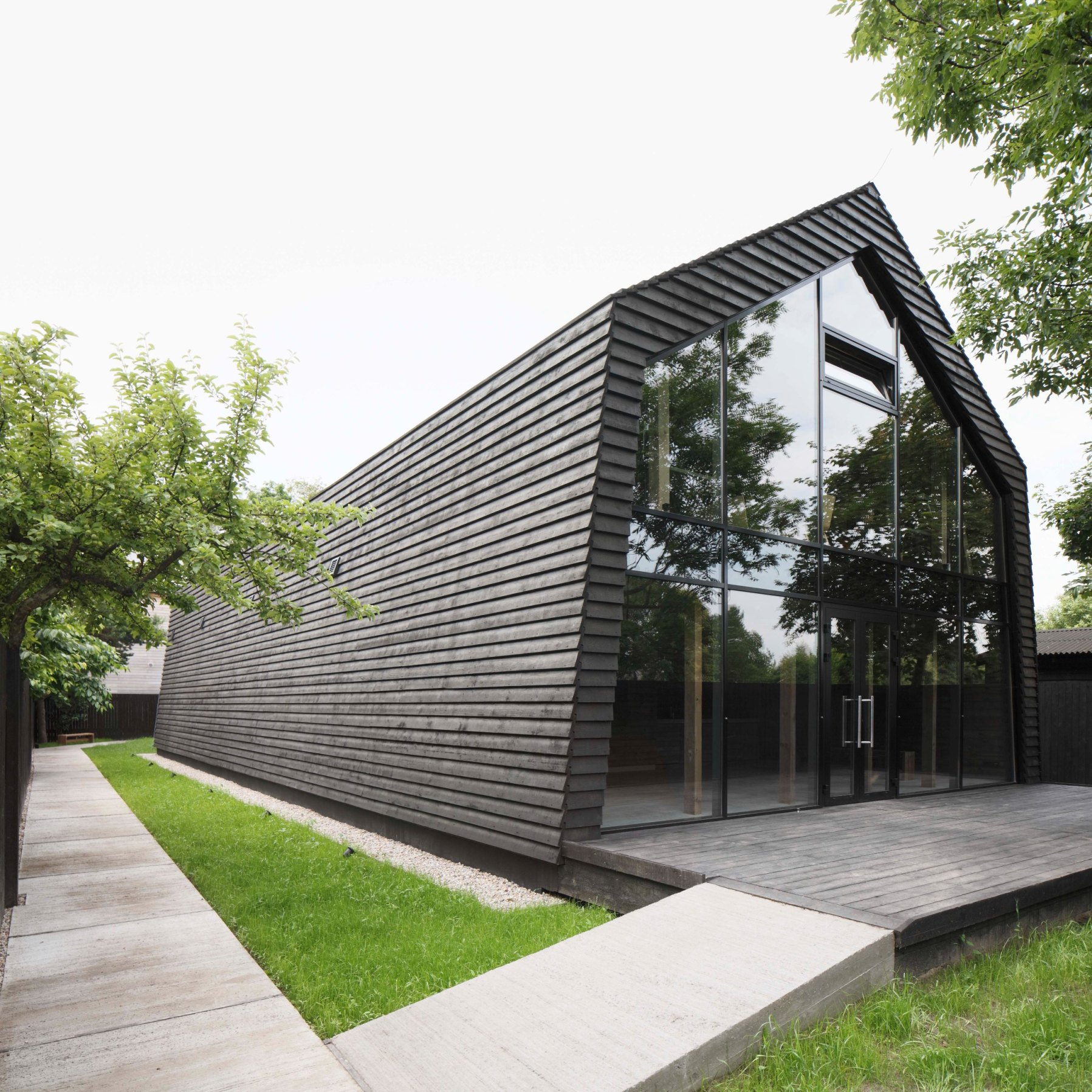
Меморіал Жаніса Ліпке у Кіпсалі

У південній частині острова розташована громадська забудова — Будинок преси, «Сонячний камінь» (введена в експлуатацію у 2004 році будівля штаб-квартири тодішнього банку Hansabank (тепер Swedbank)) — одна із найвищих споруд Риги, навчальні корпуси факультетів РТУ та торговий центр «Olimpia». Неподалік від комплексу службових готелів РТУ знаходиться готель «Īslande Hotel». Важливими громадськими спорудами також є відкритий у 1997 році виставковий центр «Ķīpsala», у якому регулярно проходять виставки, конференції та різноманітні заходи, та Кіпсальський басейн. Рядні будинки архітектора М. Гайліса слугують своєрідною межею, яка відділяє історичну забудову острову від будівель радянського періоду. Важливий Латвійський мистецький центр кераміки також знаходиться тут — це відкриті у 1964 році виставковий зал та студія, що розташовані на вулиці Баласта-дамбіс, 34.
На вулиці Мазайс-Баласта-дамбіс, 8 відкрито спроектований архітектором Зайгою Гайле меморіал Жаніса Ліпке, розташований біля дерев'яного сараю, у якому Ліпке переховував євреїв під час Другої світової війни.
В останні роки Кіпсала перетворилася на престижний житловий район (розташований у північній частині острова). Також з 2001 року тут знаходиться кампус Ризької міжнародної школи.

## Забудова острова
Хоча «у XVII столітті так звані капустяні городи займали більшу частину площі земельних ділянок на Кіпсалі», на острові також розташовувалися склади і поступово острів був забудований невеликими хуторськими житловими будівлями: «будинки були невеликими, збудованими за старими традиціями та покритими луб'яними дахами». Що більшим ставав достаток, тим частіше колишні риболовецькі зруби змінювали невеликі двоповерхові дерев'яні будинки та навіть заможні садиби, а згодом — модні споруди або в еклектичному, або в югендстилі. У подвір'ях майже усіх таких будинків були льодові погреби для зберігання риби та господарські споруди із дошок, якими були обшиті старі вітрильники; багато хто мав також великі або менші коптильні для риби. На межі XIX та XX століть у північній частині острова з'явилася малоповерхова житлова забудова, яка наразі є пам'яткою міської забудови державного значення; разом з тим територія Кіпсали входить до місць культурної та природної спадщини ЮНЕСКО.
Дерев'яна забудова Кіпсали XVII та XVIII століть була втрачена під час пожежі у передмісті 1822 року. Окрім цього для мешканців острова небезпеку становили і зміни рівня води в Даугаві: так, у 1786 році через скупчення льоду острів був затоплений, внаслідок чого були знищені конопляні склади на острові Мала Кліверсала. Незважаючи на це, Кіпсала історично є одним із найбільш обжитих місць на лівому березі Даугави. Також близькість до води стала вирішальним фактором в історичному розвитку Кіпсали та давала прожиток мешканцям острова. Але і населення острова поступово зростало — у 1773 році на Кіпсалі було відкрито школу.
У середині XIX століття на Кіпсалі було 52 забудовані земельні ділянки. У XIX столітті забудова острова ще не була повністю житловою, адже на Кіпсалі діяли численні заводи та лісопильні. У центрі острова, на корабельному заводі А. Аугсбурга, будувалися та ремонтувалися пароплави, що підтримували сполучення по Даугаві; також у центральній частині острова у 1863 році було засновано виробництво крейди — згодом гіпсову фабрику Цельма та Бема, що стала першою гіпсовою фабрикою Європи після Великої Британії. Із поступовим розвитком виробництва наприкінці XIX століття дерев'яні споруди почали замінюватися кам'яними будівлями у т.зв. «цегляному стилі» зі стінами, зробленими із поліхромної фігурної цегли. Діяльність фабрики припинилась із початком Другої світової війни, за радянських часів її приміщення були віддані для господарської діяльності. Територія колишнього промислового об'єкту була відновлена у 2003 році, коли за ініціативою Зайги Гайле та Маріса Гайліса її було перетворено на сучасний житловий комплекс, який став першим у Латвії зразком того, як об'єкт колишнього промислового виробництва можна перетворити на житлову будівлю із ексклюзивним плануванням та дизайном.
У південній частині острова біля Агенскалнської затоки знаходиться будівля заснованого у 1878 році Ризького яхтклубу, збудована у т.зв. дачному стилі за проектом архітектора Вільгельма Неймана у 1898 році. Заснований у 1895 році Відземський яхтклуб також обрав місцем своєї бази Кіпсалу, де також була споруджена дерев'яна будівля у класицистичному стилі за проектом Е. фон Тромповскі за адресою вулиця Баласта-дамбіс, 20/22.
У збереженні дерев'яної архітектурної спадщини Кіпсали важливу роль відіграла архітекторка Зайга Гайле, за ініціативою якої були відреставровані чотири історичні будівлі — «Кіпсальська колекція»: класицистична будівля середини XIX століття, перенесена з вулиці Базніцас на вулицю Баласта-дамбіс, 60а, будинок XIX століття по вулиці Баласта-дамбіс, 60 та житловий будинок у стилі бароко по вулиці Оглю, 6, перенесений з вулиці А. Бріанса. У колекції також відреставровано дохідний будинок по вулиці Звейнієку, 5, споруджений у синтезі югендстилю та національного романтизму за проектом архітектора Ейженса Лаубе у 1909 році, — його характерною ознакою є особливо пишний інтер'єр з консолями, стилізований різноманітними декоративними формами та деталями; кам'яний цокольний поверх цього будинку відведений під магазини. На вулиці Баласта-дамбіс, 68б знаходиться ще один будинок, відреставрований З. Гайле — колишня коптильня для риби.

## Зундський канал
Зундський канал (також Зундський рів або Зундс (Zunda grāvis, Zundas kanāls або Zunds відповідно) — протока Даугави, яка відділяє Кіпсалу від суші; фактично вона була місцем зупинки стругів через тихі води та повільну течію річки. Велика частина стругів, що використовувалися в Ризі, була розібрана та згодом використана в якості будівельних матеріалів, через що «у Кіпсалі все ще є щонайменше три господарські будівлі, збудовані із дошок зі стругів».

## Громадський транспорт
По Вантовому мосту через острів курсують автобуси, тролейбуси та маршрутні таксі.

### Автобус
- №13: станція Бабіте — станція Рига-Пречу-2
- №30: площа Стаціяс (Привокзальна) — Болдерая
- №37: Еспланада — Іманта-5
- №41: Еспланада — бульвар Анниньмуйжас — Іманта-5
- №53: Еспланада — Золітуде
- №57: вул. Абренес — Кіпсала

### Тролейбус
- №5: стадіон «Даугава» — Клінічна лікарня
- №9: площа Стаціяс (Привокзальна) — Ільгюціємс
- №12: Агенскалнські сосни — Шмерліс
- №25: вул. Брівібас — Ільгюціємс

## Галерея

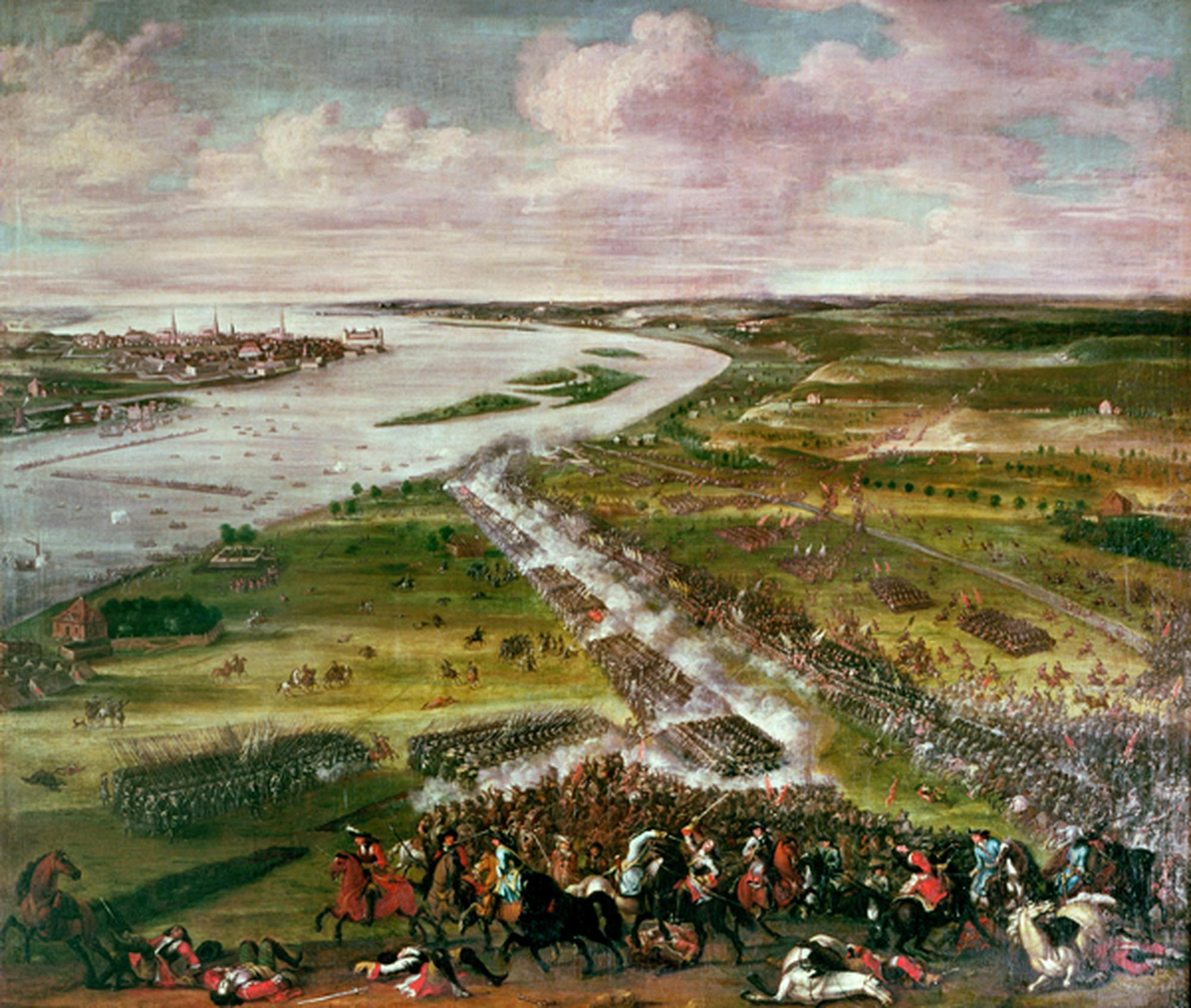
Острови, що утворили Кіпсалу, під час битви на Двині 1701 року
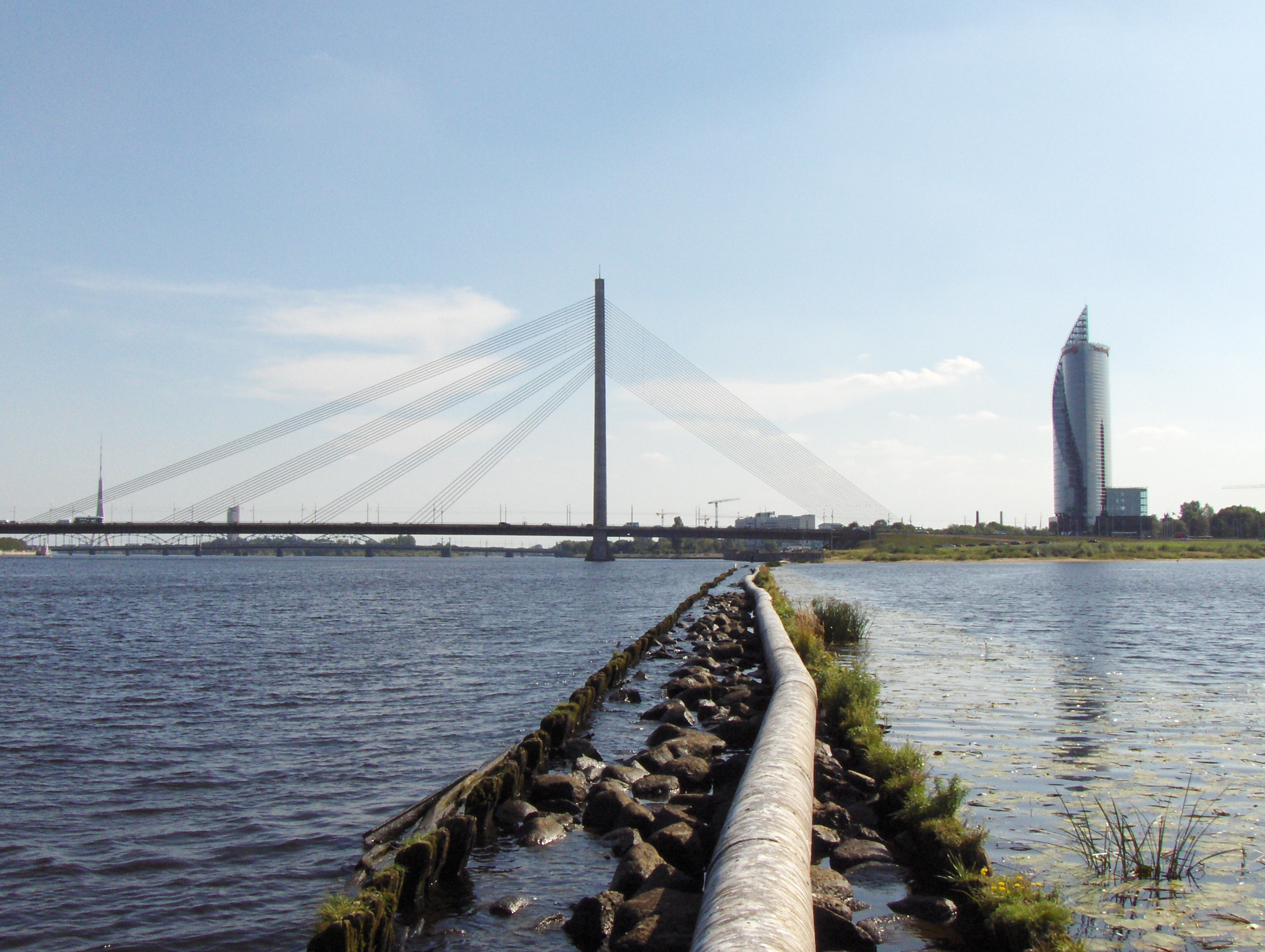
Мол Кіпсали
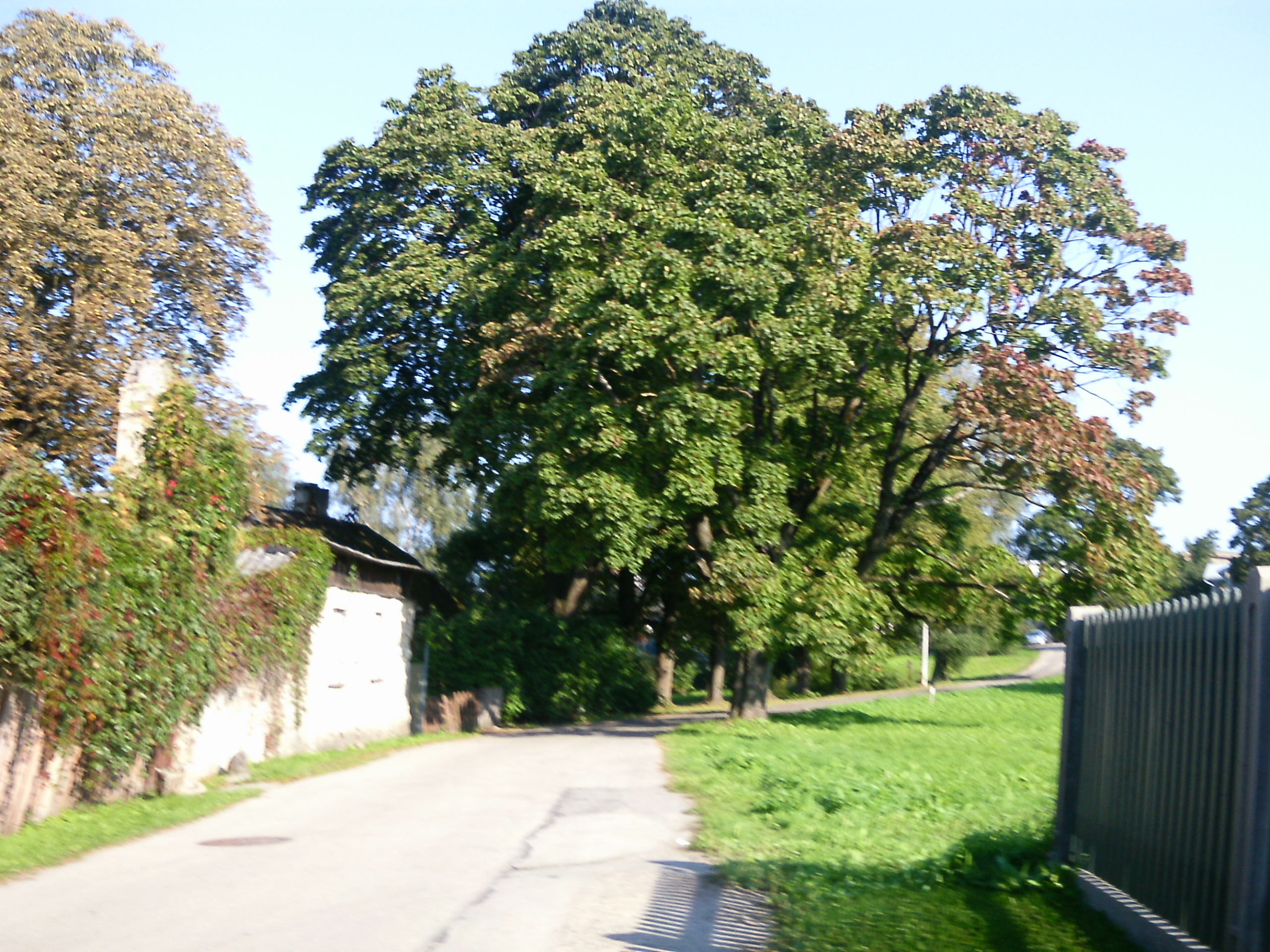
Вулиця Оглю
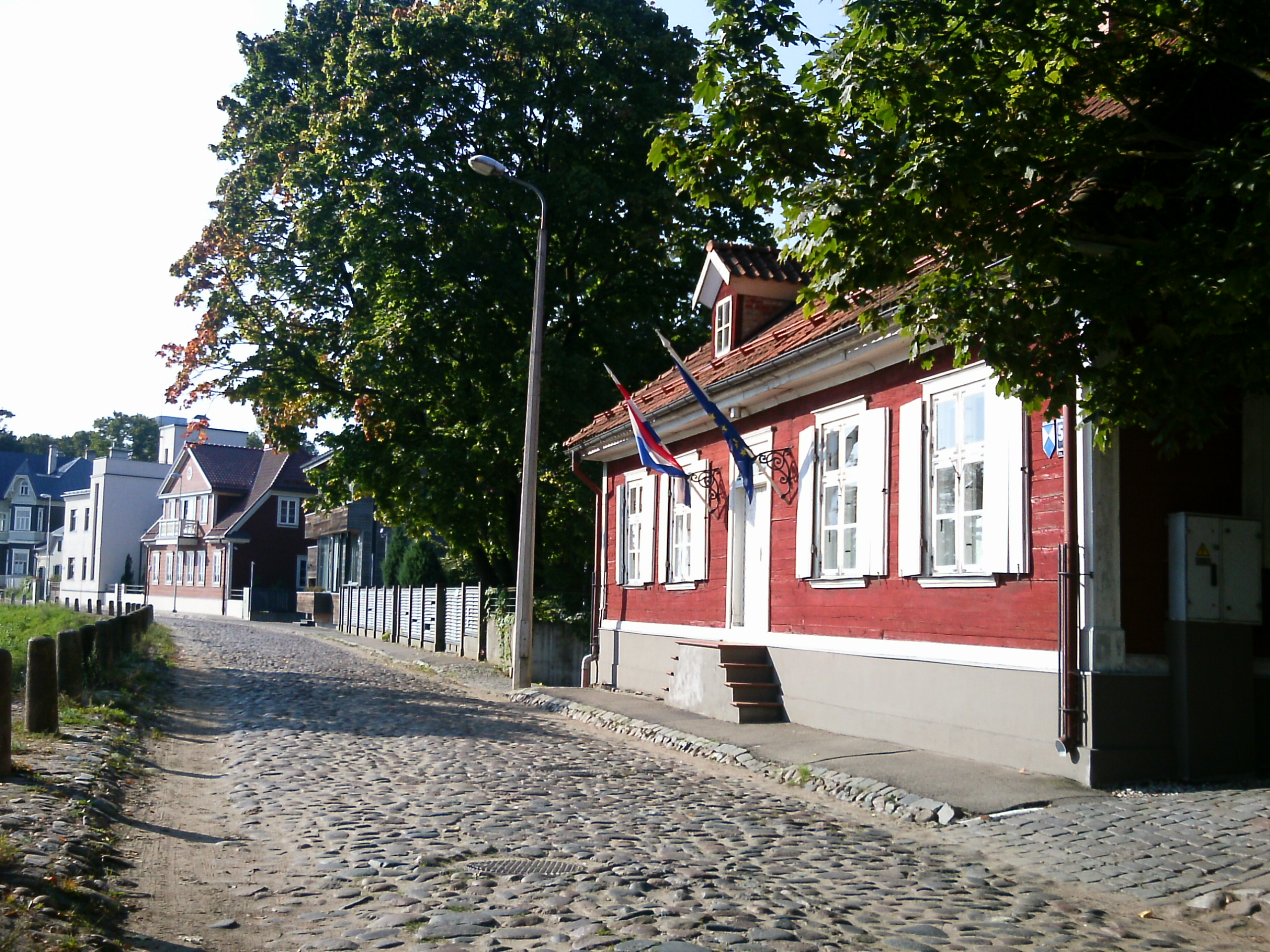
Вулиця Баласта-дамбіс
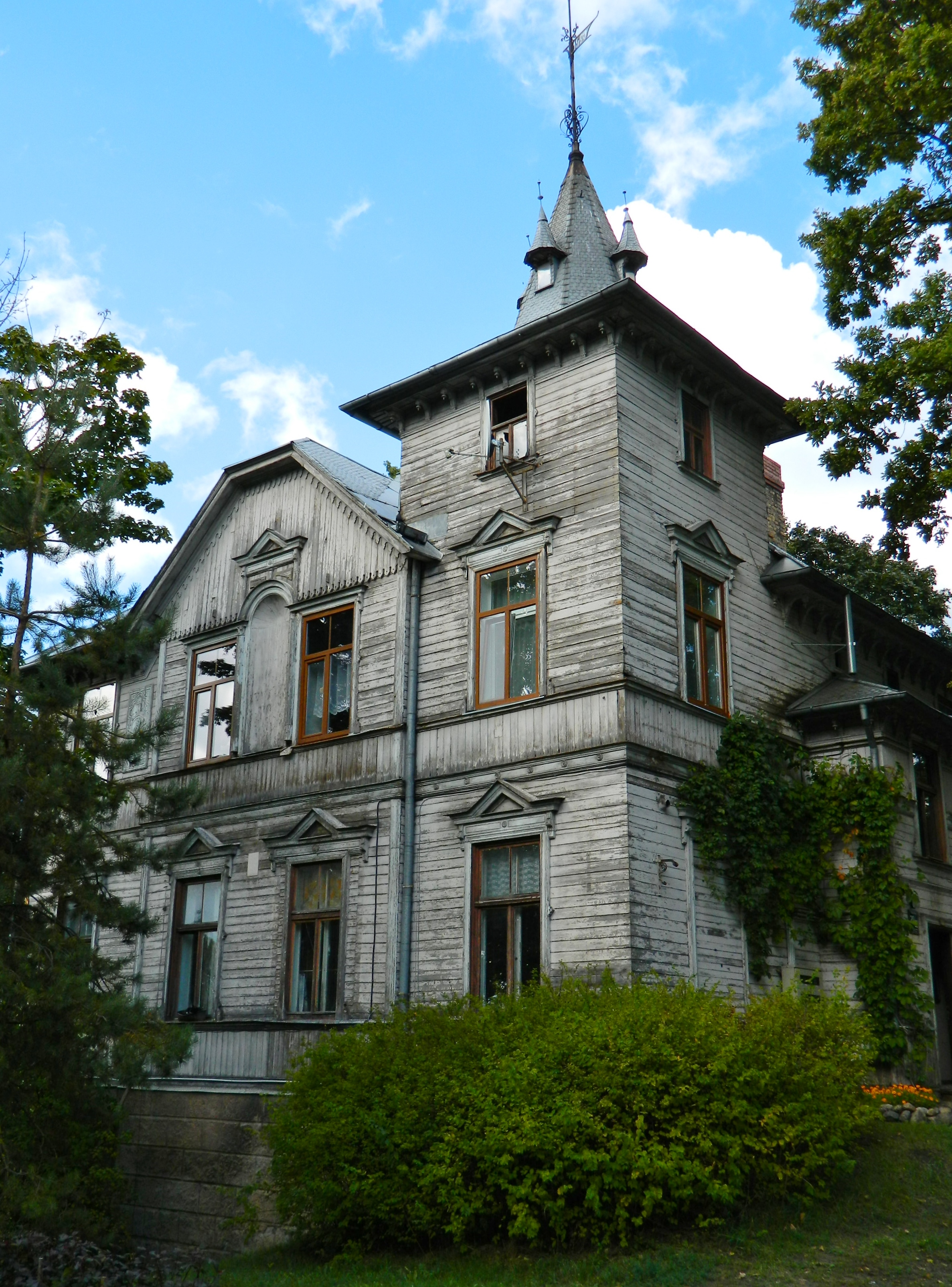
Ріг вулиць Баласта-дамбіс та Азенес
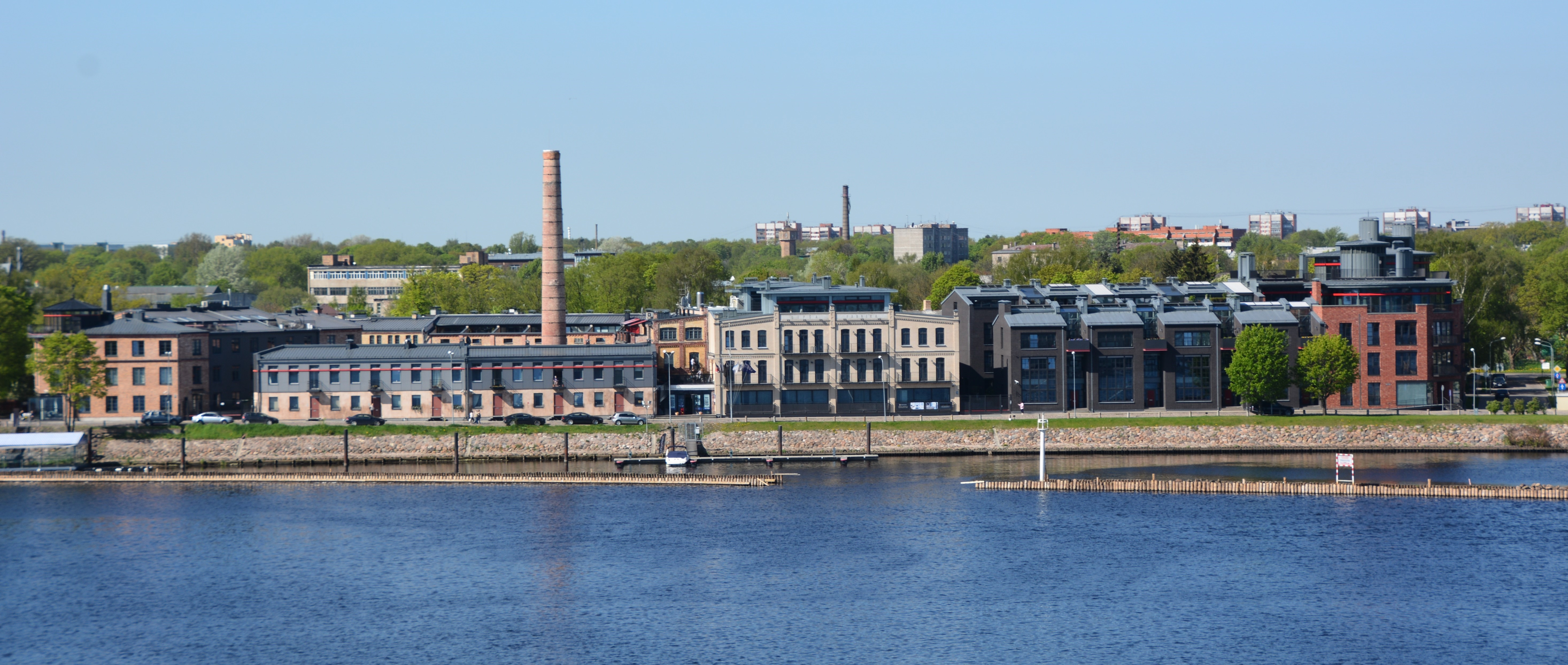
Колишня гіпсова фабрика біля вулиці Баласта-дамбіс, зараз — житловий комплекс
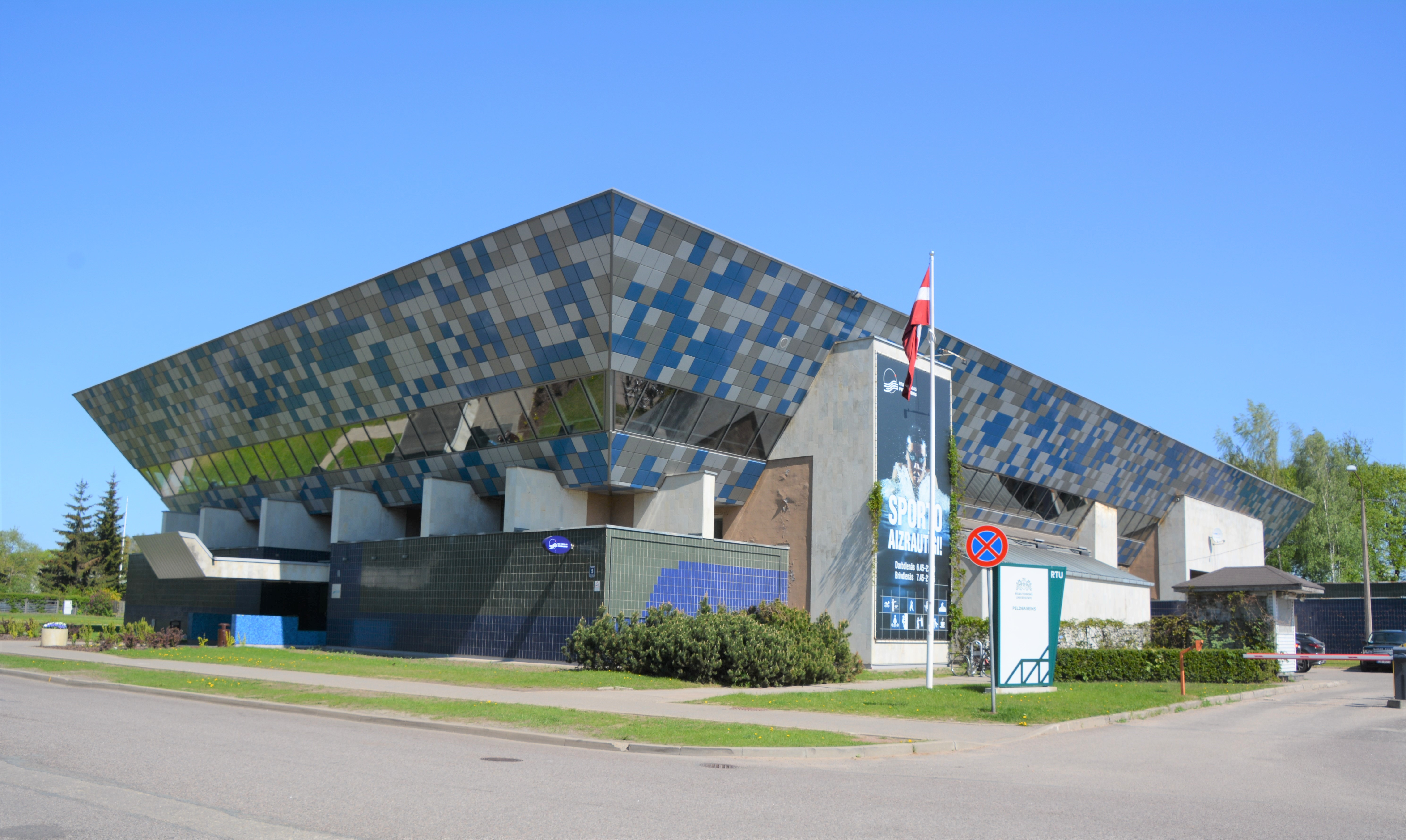
Басейн Ризького технічного університету